# شركة الاتصالات الباكستانية
شركة باكستان للاتصالات المحدودة المعروفة باسم بي تي سي ال، هي شركة الاتصالات الوطنية في باكستان. 
توفر بي تي سي ال خدمات الهاتف والإنترنت في جميع أنحاء البلاد وهي العمود الفقري للبنية التحتية للاتصالات في البلاد على الرغم من وصول عشرات شركات الاتصالات الأخرى، بما في ذلك تلينور جي اس ام و تشاينا موبايل.
تدير الشركة وتدير حوالي 2000 مقسم هاتفي في جميع أنحاء البلاد، مما يوفر أكبر شبكة للخطوط الثابتة. تعد خدمات البيانات والعمود الفقري مثل GSM و HSPA + و CDMA و LTE والإنترنت عريض النطاق و اي بي تي في والبيع بالجملة جزءًا متزايدًا من أعمالها.

## الملكية
في الأصل الشركة مملوكة للدولة، تم تخفيض حصص Ptcl إلى 62 ٪، عندما تم بيع 26 ٪ من الأسهم والسيطرة على اتصالات للاتصالات في حين أن 12 ٪ المتبقية للجمهور في عام 2006 في إطار برنامج الخصخصة المكثف في عهد رئيس الوزراء شوكت عزيز ومع ذلك، فإن 62 ٪ من الأسهم لا تزال تحت إدارة ملكية الحكومة الباكستانية.

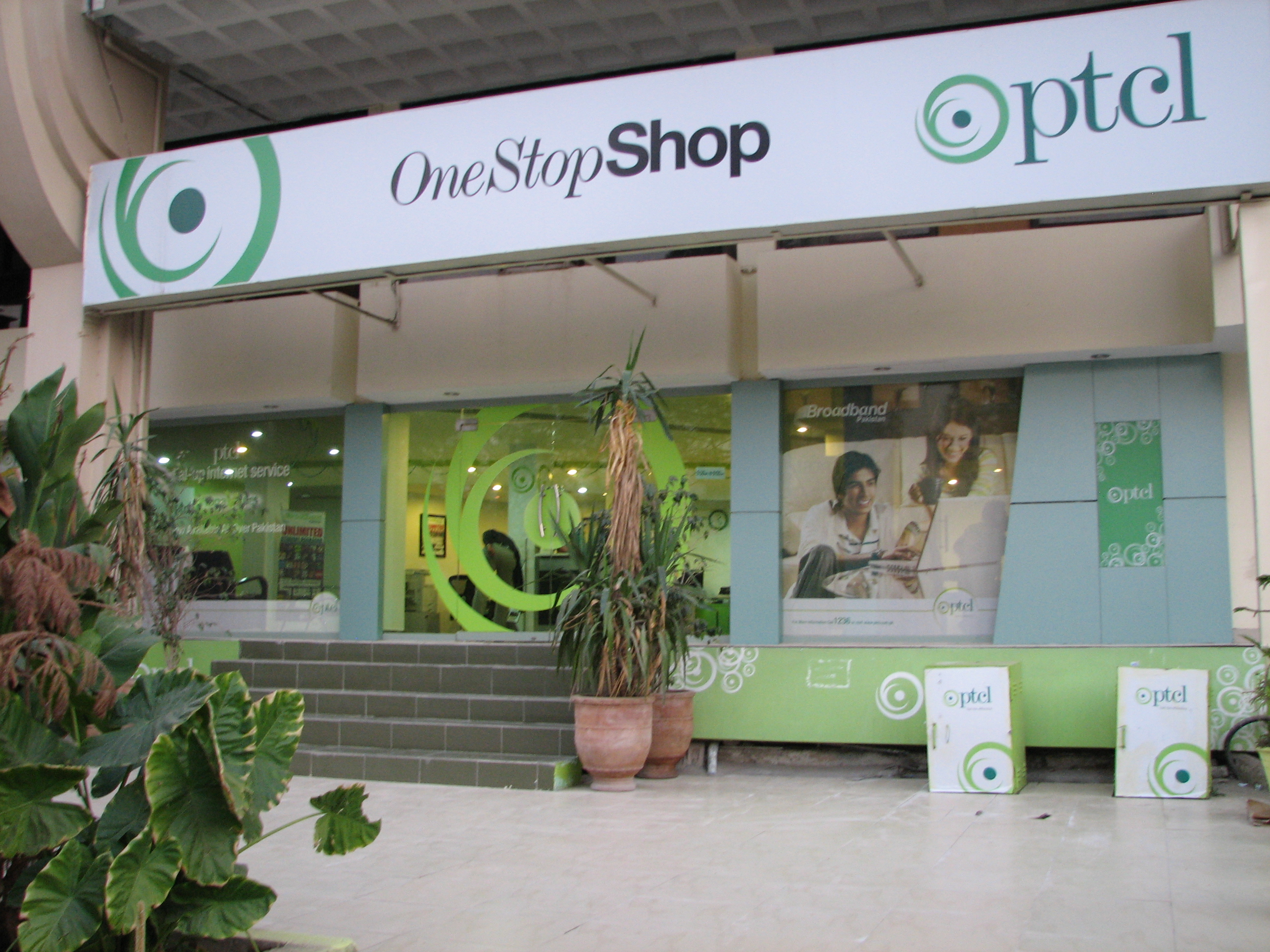
متجر لشركة الاتصالات الباكستانية المحدودة (PTCL) في إسلام آباد

## روابط خارجية
- PTCL official website